# Vladimir Grigoryevich Fyodorov
Vladimir Grigoryevich Fyodorov (tiếng Nga: Владимир Григорьевич Фёдоров; 3 (15) tháng 5 năm 1874, Sankt-Peterburg - 19 tháng 9 năm 1966, Moskva) là một nhà khoa học Nga và Liên Xô, nhà thiết kế vũ khí, giáo sư (1940), Trung tướng kỹ thuật (1943), người sáng lập trường vũ khí bộ binh tự động Liên Xô và Anh hùng Lao động (1928).
Năm 1900, Vladimir Fyodorov tốt nghiệp Học viện Pháo binh Mikhailovskaya và được chuyển đến ủy ban pháo binh của Cục trưởng Cục Pháo binh (Главное артиллерийское управление). Ông đã thiết kế một số súng trường tự động: mẫu cỡ nòng 7,62 khẩu mm (1912), mẫu cỡ nòng 6,5 mm cho hộp đạn do chính ông thiết kế (1913) và là một trong mẫu súng trường tấn công nguyên mẫu đầu tiên trên thế giới: Avtomat Fyodorova (1916), ban đầu được thiết kế để bắn cỡ đạn súng trường Arisaka 6,5mm rút ngắn, nhưng khi đưa vào phục vụ lại dùng loại Arisaka 6,5mm đầy đủ. Điều này gây ảnh hưởng lớn về độ tin cậy trong thử nghiệm và khả năng cung cấp lâu dài của hậu cần. Vũ khí tự động do Fyodorov thiết kế đã được sử dụng trong Thế chiến thứ nhất và Nội chiến Nga.
Sau Cách mạng Tháng Mười, Fyodorov được bổ nhiệm làm lãnh đạo và giám đốc kỹ thuật (1918–1931) của nhà máy vũ khí đầu tiên của Liên Xô, nơi sản xuất súng tiểu liên theo thiết kế của ông. Năm 1921, ông tổ chức và đứng đầu một phòng thiết kế tại nhà máy sản xuất vũ khí nhỏ tự động. Năm 1922, Fyodorov thiết kế súng máy Fyodorov-Shpagin. Năm 1931–1933, Fyodorov làm cố vấn tiêu chuẩn hóa tại một quỹ tín thác vũ khí và súng máy. Sau đó, ông xuất bản một số công trình về vũ khí tự động và được bổ nhiệm làm cố vấn vũ khí nhỏ tại Hội đồng Dân ủy (Narkomat) và Bộ Vũ khí (1942–1946). Từ năm 1946 đến năm 1953, Fyodorov là thành viên của Học viện Khoa học Pháo binh. Ông là người hướng dẫn của Vasily Degtyaryov, Georgy Shpagin, Sergey Simonov và những người khác. Vladimir Fyodorov là tác giả của một số công trình khoa học về lịch sử, thiết kế, sản xuất và sử dụng súng cá nhân.

## Danh hiệu và giải thưởng
- Anh hùng lao động
- Hai Huân chương Lenin
- Huân chương Chiến tranh Vệ quốc, hạng 1
- Huân chương Sao đỏ